# Élénie à cimier blanc
Elaenia albiceps
Espèce
Statut de conservation UICN

 LC  : Préoccupation mineure
L’Élénie à cimier blanc (Elaenia albiceps) est une espèce de passereaux de la famille des Tyrannidés.

## Taxinomie
Suivant, entre autres, les travaux de Rheindt et al., la sous-espèce Elaenia chilensis est séparée et considérée comme une espèce à part entière dans la classification de référence (version 3.4, 2013) du Congrès ornithologique international.

### Sous-espèces
D'après le Congrès ornithologique international, cette espèce est constituée des sous-espèces suivantes (ordre phylogénique) :
- Elaenia albiceps griseigularis ;
- Elaenia albiceps diversa ;
- Elaenia albiceps urubambae ;
- Elaenia albiceps albiceps ;
- Elaenia albiceps modesta.